# Филаггрин
Филаггри́н (производное от англ. filament aggregating protein) — структурный белок кожи, который специфически взаимодействует с промежуточными филаментами — кератинами.
Образуется филаггрин из профилаггрина. Профилаггрин — большой (> 400 kDa) нерастворимый полипротеин, который в результате дефосфорилирования и разложения образует мономеры филаггрина в роговом слое кожи. Профилаггрин представляет собой основной компонент кератогиалиновых гранул, которые видны в световой микроскоп в зернистом слое эпидермиса.
Мономерный филаггрин связывается с кератином 1 и 10 и другими промежуточными белками — филаментами кератинового цитоскелета, образуя тесные связи между этими волокнами; таким образом, происходит коллапс и уплощение клеток на поверхности рогового слоя с образованием чешуек (у млекопитающих на кератиновые волокна и связывающий их филаггрин приходится 80—90 % общей массы белка эпидермиса). 
В конечном счёте филаггрин в верхней части рогового слоя распадается на отдельные аминокислоты. Филаггрин содержит большое количество гистидина, который метаболизируется в транс-уроканиновую кислоту (транс-UCA) и пирролидон-5-карбоновую кислоту (РСА); эти органические кислоты помогают поддерживать в эпидермисе требуемое значение градиента рН. Мутации с потерей функции в гене филаггрина (FLG) проявляются в нарушении барьерных функций эпидермиса, развитии атопического дерматита и аллергической сенсибилизации. Почти половина всех больных атопическим дерматитом средней и тяжелой степени являются носителями хотя бы одной мутации филаггрина.
В определённой степени терапевтическим подходом для восстановления необходимой барьерной функции может быть применение рекомбинантных функциональных мономеров филаггрина, способных проникать в эпидермальную ткань, при условии что клетки кожи смогут создать из них необходимые нормальные функциональные барьерные пептиды.